# Liste von Trägern des Ehrenzeichens für Verdienste um das Bundesland Niederösterreich
In dieser Liste sind Träger des Ehrenzeichens für Verdienste um das Bundesland Niederösterreich angeführt. Die Kurzbemerkung nach dem Namen soll den Grund bzw. die Funktion der Person am bzw. vor dem Verleihungstag ersichtlich machen.

## Träger und Trägerinnen
Die Einträge sind, falls bekannt, nach dem Verleihungsjahr oder der Veröffentlichung sortiert, innerhalb des Jahres alphabetisch, die Jahresangaben haben aber aufgrund der verschiedenen Quellangaben eine Unschärfe, da die Zeit vom Antrag über die Verleihung bis zur Bekanntmachung mehrere Monate betragen kann.
Die Liste ist keineswegs vollständig.

### Goldenes Komturkreuz mit dem Stern des Ehrenzeichens für Verdienste um das Bundesland Niederösterreich
- Leopold Figl, Präsident des Nationalrates der Republik Österreich (1960)[1]
- Eduard Hartmann, Bundesminister für Landwirtschaft der Republik Österreich (1960)[1]
- Oskar Helmer, Innenminister der Republik Österreich (1960)[1]
- Josef Kraus, Bundesminister für Land- und Forstwirtschaft der Republik Österreich (1960)[1]
- Julius Raab, Bundeskanzler der Republik Österreich (1960)[1]
- Otto Tschadek, Justizminister der Republik Österreich und Landeshauptmann-Stellvertreter von Niederösterreich (1960)[1]
- Dieter Knall, Bischof der evangelischen Kirche A.B. in Österreich (1995)
- Christian Werner, Leiter des österreichischen Militärordinariates (1995)
- Edmund Freibauer, Präsident des Niederösterreichischen Landtages (1998)
- Christoph Schönborn, Erzbischof von Wien (1998)
- Michael Häupl, Bürgermeister von Wien (2000)
- Jean-Claude Juncker, Premierminister und Finanzminister von Luxemburg, Präsident der Europäischen Kommission (2001)[2]
- Liese Prokop, Landeshauptmann-Stellvertreter von Niederösterreich (2001)
- Karl Stix, Landeshauptmann von Burgenland (2001)
- Herwig Sturm, Bischof der lutherischen Evangelischen Kirche A.B in Österreich (2002)
- Erwin Felzmann, Präsident des Obersten Gerichtshofes (2003)
- Wolfgang Schüssel, Bundeskanzler der Republik Österreich (2005)
- Karl Korinek, Präsident des Verfassungsgerichtshofs (2006)
- Klaus Küng, Bischof der Diözese St. Pölten (2008)
- Hans Penz, Präsident des Niederösterreichischen Landtages (2008)
- Ernest Gabmann, Landeshauptmann-Stellvertreter von Niederösterreich (2009)
- Heidemaria Onodi, Landeshauptmann-Stellvertreter (2010)
- Johann Rzeszut, Präsident des Obersten Gerichtshofes (2010)
- Luis Durnwalder, Landeshauptmann Südtirols (2012)
- Josef Pühringer, oberösterreichischer Landeshauptmann (2015)
- Rossen Plewneliew, bulgarischer Präsident (2016)
- Wolfgang Sobotka, Landeshauptmann-Stellvertreter von Niederösterreich (2016)
- Hans Niessl, burgenländischer Landeshauptmann (2016)[3]
- Matthias Rößler, Präsident des Sächsischen Landtags (2017)
- Stanislaw Tillich, Ministerpräsident des Freistaates Sachsen (2017)
- Karin Renner, Landeshauptmann- bzw. Landeshauptfrau-Stellvertreterin, Landesrätin, Landtagspräsidentin (2019)[4]
- Michael Spindelegger, Politiker (2021)[5]
- Alois Schwarz, Bischof der Diözese St. Pölten (2022)[6]
- Franz Schausberger, Landeshauptmann von Salzburg (2025)[7]

ohne Jahresangabe
- Leopold Figl, Landeshauptmann von Niederösterreich
- Alois Mock, Vizekanzler und Außenminister der Republik Österreich
- Erwin Pröll, Landeshauptmann von Niederösterreich
- Herbert Schambeck, Rechtswissenschaftler und Präsident des Österreichischen Bundesrates
- Alfons Maria Stickler, Kurienkardinal der römisch-katholischen Kirche
- Otto Tschadek, Rechtsanwalt, Oberbürgermeister von Kiel, Justizminister und Landeshauptmann-Stellvertreter von Niederösterreich

### Silbernes Komturkreuz mit dem Stern des Ehrenzeichens für Verdienste um das Bundesland Niederösterreich
- Hans Brachmann, Landesrat von Niederösterreich und Abgeordneter zum Nationalrat (1960)[1]
- Emil Kuntner, Landesrat von Niederösterreich (1960)[1]
- Heinrich Schneidmadl, Landesrat von Niederösterreich und Abgeordneter zum Nationalrat (1960)[1]
- Josef Strommer, Präsident der Landwirtschaftskammer Niederösterreich und Abgeordneter zum Nationalrat (1960)[1]
- Johann Tesar, Abgeordneter zum Landtag von Niederösterreich und dessen Dritter Präsident sowie Bundesrat (1960)[1]
- Josef Wondrak, Abgeordneter zum Landtag von Niederösterreich und dessen Zweiter Präsident (1960)[1]
- Rudolf Sallinger, Präsident der Bundeskammer der gewerblichen Wirtschaft (1972)
- Edgar Schober, dritter Präsident des niederösterreichischen Landtages (1991)
- Hans Manndorff, Ethnologe und Sozialanthropologe (1992)
- Alfred Haufek, zweiter Präsident des niederösterreichischen Landtages (1994)
- Edmund Freibauer, Landesrat (1997)
- Anton Koczur, zweiter Präsident des niederösterreichischen Landtages (1998)
- Helmut Mader, Politiker (1998)
- Reinhard Führer, Präsident des Abgeordnetenhauses von Berlin (1999)
- Klaus Liebscher, Präsident der Österreichischen Nationalbank (1999)
- Franz Fiedler, Rechnungshofpräsident (2001)[8]
- Werner Fasslabend, Bundesminister (2004)
- Jiří Gruša, tschechischer Dichter, Prosaist und Diplomat (2004)
- Hans Penz, dritter Landtagspräsident von Niederösterreich (2005)
- Max Turnauer, Botschafter des Souveränen Malteser-Ritter-Ordens beim Fürstentum Liechtenstein (2005)
- Helmut Türk, Botschafter und Kabinettsdirektor in der Österreichischen Präsidentschaftskanzlei (2005)
- Rosemarie Bauer, Volksanwältin (2007)
- Christian Konrad, Generalanwalt des Österreichischen Raiffeisenverbandes und Landesjägermeister von Niederösterreich (2008)
- Klaus Schneeberger, Klubobmann der ÖVP-Niederösterreich (2009)
- Paul Weiland, Superintendent der Evangelischen Kirche Niederösterreich (2009)[9]
- Herbert Nowohradsky, zweiter Präsident des Niederösterreichischen Landtages (2010)
- Ewald Sacher, zweiter Präsident des Niederösterreichischen Landtages (2010)
- Johann Heuras, Politiker (2014)
- Burkhard Hofer, Manager (2014)
- Günther Leichtfried, Politiker (2014)
- Johanna Mikl-Leitner, Politikerin (2014)
- Werner Seif, Landesamtsdirektor im Amt der NÖ Landesregierung (2014)
- Peter Layr, Vorstandsdirektor der EVN (2017)
- Christoph Leitl, Wirtschaftskammerpräsident (2017)
- Radi Naidenov, Außenminister der Republik Bulgarien (2017)
- Alfredo Rosenmaier, dritter Präsident des Niederösterreichischen Landtages (2017)
- Franz Gartner, Karin Scheele, Hannes Weninger, Politiker (2019)[4]
- Othmar Karas, Vizepräsident des Europäischen Parlaments und Präsident des Hilfswerk Österreich (2021)
- Gabriele Heinisch-Hosek, Politikerin (2022)[10][11]
- Reinhard Hundsmüller, Politiker (2023)[12]
- Christa Kranzl, Politiker (2023)[12]
- Peter Krömer (2023), Synodenpräsident
- Helga Krismer-Huber (2024), Politikerin[13]
- Petra Bohuslav (2024), Politikerin[14]
- Lars Müller-Marienburg (2025), Superintendent der Evangelischen Kirche Niederösterreich[15]
- Harald Ofner (2025), Politiker[16][17]

ohne Jahresangabe
- Josef Plank, Landesrat von Niederösterreich
- Michael Göschelbauer, Bundesrat
- Walter Strutzenberger, Politiker

### Goldenes Komturkreuz des Ehrenzeichens für Verdienste um das Bundesland Niederösterreich
- Günther Winkler, Jurist (1987)
- Florian Kuntner, Weihbischof (1992)
- Helmut Krätzl, Weihbischof (1992)
- Karl Egelseer (1994)
- Burkhard Ellegast, 66. Abt des Stiftes Melk (1995)
- Leopold Maderthaner, Wirtschaftsbundobmann (1995)
- Peter Jann, VfGH- und EuGH-Richter (1995)
- Maximilian Fürnsinn, Propst des Augustiner-Chorherrenstifts Herzogenburg (2000)
- Ferdinand Krause, Beamter (2000)
- Theodor Zeh, Wirtschaftskammer-Funktionär (2000)
- Ludvík Horký, Bischofsvikar (2001)
- Werner Kitlitschka, Landeskonservator (2001)[18]
- Clemens Lashofer, Abt des Stiftes Göttweig (2001)
- Leo Wallner, Generaldirektor der Casinos Austria AG (2001)
- Richard Schenz, Generaldirektor und Vorstandsvorsitzenden der OMV und Funktionär der Wirtschaftskammer Österreichs (2002)
- Adolf Stricker, Präsident des Landesschulrates für Niederösterreich (2002)
- Peter Mahringer, Sektionschef (2002)
- Gerhard Silberbauer (2002)
- Gerhard Weis, Journalist und Rundfunkmanager (2002)
- August Breininger, Landtagsabgeordneter und Bürgermeister von Baden (2003)
- Johannes M. Elsner, Manager von Vorstand von Eybl International (2003)
- Peter Löschl, Manager von Vorstand von Eybl International (2003)
- Peter Mitterbauer, Präsident der Vereinigung der Österreichischen Industrie und Vorstandsvorsitzender der Miba AG (2003)
- Denes Palfi, Präsident des Komitates Zala und Nationalratsabgeordneter in Ungarn (2003)
- Gustav Peichl, Architekt, Autor und Karikaturist (2003)
- Madeleine Petrovic, Politikerin (2003)
- Willi Gruber, Bürgermeister von St. Pölten (2004)
- Monika Eder-Lindner, Intendantin des ORF-Landesstudios Niederösterreich (2004)
- Werner Biffl, Wissenschaftler (2005)
- Leopold März, Wissenschaftler (2005)
- Peter Kunerth, Landesbaudirektor (2005)
- Rudolf Schwarzböck, Präsident der Niederösterreichischen Landwirtschaftskammer (2005)
- Werner Seif, Jurist und Landesamtsdirektor (2005)
- Bernhard Backovsky, Seelsorger, Manager und Generalabt der Österreichischen Chorherrenkongregation (2006)
- Manfred Frey, Vizepräsident der Österreichischen Nationalbank (2006)
- Sonja Zwazl, Präsidentin der Wirtschaftskammer Niederösterreich (2006)
- Josef Staudinger, Präsident der niederösterreichischen Arbeiterkammer und Vorsitzende des niederösterreichischen Gewerkschaftsbundes (2007)
- Berthold Heigl, Abt des Stiftes Seitenstetten (2009)
- Jan Zahradník, Landeshauptmann von Südböhmen (2009)
- Harald Krammer, Präsident des Oberlandesgerichtes Wien (2010)
- Matthäus Nimmervoll, Abt des Stiftes Lilienfeld (2010)
- Hubert Dürrstein, Forstwissenschaftler und Rektor (2011)
- Haim Harari, Vorsitzender des Exekutivbüros des Institute of Science and Technology Austria und Präsident des Weizmann Institute of Science (2011)
- Gregor Henckel-Donnersmarck, Abt von Stift Heiligenkreuz (2011)
- Burkhard Hofer, Manager (2011)
- Peter Skalicky, Physiker und Rektor der Technischen Universität Wien (2011)[19]
- Hans Tuppy, Biochemiker, Rektor und Minister (2011)
- Herbert Anderl, Generaldirektor für die öffentliche Sicherheit (2012)
- Helmut Cerwenka, Politiker (2012)
- Edmund Entacher, Generalstabschef des Bundesheeres (2012)
- Hermann Haneder, Präsident der Kammer für Arbeiter und Angestellte für Niederösterreich (2012)
- Michael Haneke, Filmregisseur (2013)
- Walter Rothensteiner, Vorstandsvorsitzender der Raiffeisen Zentralbank (2013)
- Hermann Schultes, Präsident der Niederösterreichischen Landes-Landwirtschaftskammer (2013)
- Günter Stummvoll, Politiker (2013)
- Christian Haidinger, Abt des Stiftes Altenburg (2014)
- Johann Hofbauer, Politiker (2014)
- Marianne Lembacher, Politikerin (2014)
- Karl Moser, Politiker (2014)
- Franz Einzinger, Leiter der Sektion I (Präsidium) im Innenministerium (2014)
- Wolfgang Wiedermann, Abt des Stiftes Zwettl (2014)
- Norbert Gollinger, Landesdirektor des ORF Niederösterreich (2016)
- Martin Michalitsch, Landtagsabgeordneter und Bürgermeister von Eichgraben (2017)
- Frank Hensel, Vorstandsvorsitzender der REWE International AG (2017)
- Günther Ofner (Jurist), Vorstandsdirektor der Flughafen Wien AG (2017)
- Martin Gerzabek, ehemaliger Rektor der Universität für Bodenkultur Wien (2018)[20]
- Hans Stefan Hintner, Politiker (2019)[4]
- Gerhard Karner, Politiker (2019)[4]
- Andreas Ludwig, Sprecher des Vorstandes der Umdasch Group (2019)
- Johann Marihart, Manager (2019)[21]
- Günther Granser, Botschafter (2019)[21]
- Alfred Riedl, Politiker (2019)[22]
- Christa Vladyka[4]
- Matthias Stadler, Bürgermeister von St. Pölten (2021)[23]
- Wolfgang Hesoun, Generaldirektor der Siemens AG, Österreich (2022)
- Hubert Schultes, Generaldirektor der Niederösterreichischen Versicherung (2022)
- Josef Balber, Anton Erber, Michaela Hinterholzer, Politiker (2023)[12]
- Elie Rosen, Präsident der Israelitischen Kultusgemeinde für Salzburg, Steiermark und Kärnten, ehem. Präsident der Jüdischen Gemeinde Baden (2024)[24]
- Gisela Malekpour, Superintendentialkuratorin (2025)[25]

ohne Jahresangabe
- Alois Anzenberger, Politiker
- Alois Brusatti, Wirtschaftshistoriker
- Alfred Ebenbauer, Germanist
- Karl Pelnöcker, Architekt und Beamter
- Hans Treitler, Politiker
- Georg Wilfinger, 67. Abt des Stiftes Melk

### Silbernes Komturkreuz des Ehrenzeichens für Verdienste um das Bundesland Niederösterreich
- Anton Ehrenfried, Abgeordneter zum Österreichischen Nationalrat und Bürgermeister von Hollabrunn (1960)
- Franz Strobl, Abgeordneter zum Österreichischen Nationalrat und Regierungsforstdirektor (1960)
- Ludwig Fahrnberger, Politiker und Landwirt (1970)[26]
- Anton Spindler, Oberlandwirtschaftsrat und Wirklicher Hofrat (1973)
- Michael Wiesinger, Wirklicher Hofrat und Bezirkshauptmann von Tulln (1977)
- Kurt Küssel, Leiter der Abteilung I/4 (Sportangelegenheiten) in der Niederösterreichischen Landesregierung (1979)
- Alois Tampier, Geistlicher und Dichter (1979)
- Sepp Kast, internationaler Feuerwehrfunktionär (1981)
- Walter Schuppich, Präsident der Rechtsanwaltskammer für Niederösterreich (1981)
- Erich Maiwald, Leiter des Arbeitsinspektorats (1983)
- Leopold Wallner, Generaldirektor der Casinos Austria AG (1986)
- Joachim Angerer, Abt des Stiftes Geras (1992)
- Heinrich Fasching, Generalvikar (1992)
- Konrad Fuchs, Ökonom und Generaldirektor der Die Erste Österreichische Spar-Casse - Bank AG (1992)
- Maximilian Fürnsinn, Abt des Stiftes Herzogenburg (1992)
- Willi Gruber, Bürgermeister von St. Pölten (1992)
- Berthold Heigl, Abt des Stiftes Seitenstetten (1992)
- Rudolf Höbart, Leiter der niederösterreichischen Finanzverwaltung (1992)
- Clemens Lashofer, Abt des Stiftes Göttweig (1992)
- Bernhard Naber, Abt des Stiftes Altenburg (1992)
- Gerald Probst, Militärkommandant von Niederösterreich (1992)
- Manfred Haider, Facharzt für Umwelthygiene und Vorstand des Institutes für Umwelthygiene der Universität Wien (1994)
- Erwin Nowak, Landesfeuerwehrkommandant von Niederösterreich und Präsident des Österreichischen Bundesfeuerwehrverbandes (1995)
- Franz Todter, Primar und Politiker (1995)
- Herbert Kautz, Bürgermeister von Neunkirchen und Landtagsabgeordneter (1996)
- Paul Lendvai, Journalist (1997)
- Erich Liehr, Leiter der Niederösterreichischen Straßenmeistereien (1999)
- Franz R. Rottmeyer, Aufsichtsratsvorsitzender der General Motors Powertrain - Austria GmbH, früher Generaldirektor dieser und der Opel Austria GmbH (1999)
- Anton Rupp, Landtagsabgeordneter und Bürgermeister von Herzogenburg (1999)
- Frank Stronach, Industrieller (2000)
- Bernhard Lötsch, Museumsdirektor (2000)
- Anton Schöpf, Wirtschaftswissenschaftler (2000)
- Kurt Bergmann, Journalist und Politiker (2003)
- Walter Rothensteiner, Generaldirektor der Raiffeisen Zentralbank Österreich AG (2003)
- Horst Sekyra, Jurist und Feuerwehrfunktionär (2003)
- Karl Isamberth, Leiter der Organisationseinheit „Projekt Zählung 2001/Registerzählung“ in der Statistik Österreich (2004)
- Udo Kitzler (2004)
- Beppo Mauhart, Generaldirektor der Austria Tabakwerke AG und ÖFB-Präsident (2004)
- Roman Sandgruber, Historiker (2004)
- Manfred Wagner, Professor für angewandte Kunst (2005)
- Peter Ruckenbauer, Wissenschaftler (2005)
- Christian Ludwig Attersee, Maler der Pop Art, Musiker, Schriftsteller und erfolgreicher Segelsportler (2006)
- Johann Culik, Militärkommandant von Niederösterreich (2006)
- Anton Eggendorfer, Vizepräsident des Verbandes Österreichischer Archivarinnen und Archivare (2006)
- Erwin Hameseder, Generaldirektor der Raiffeisen-Holding Niederösterreich-Wien (2006)
- Theo Kubat, Unternehmer (2006)
- Kurt Leitzenberger, Landesgerichtspräsident (2006)
- Herbert Stepic, Generaldirektor-Stellvertreter der Raiffeisen Zentralbank und Vorsitzender des Vorstandes der Raiffeisen International (2006)
- Ernst Wolner, Herzchirurg (2006)
- Wilfried Weissgärber, Landesfeuerwehrkommandant von Niederösterreich (2006)
- Lothar Fiedler, Präsident der Ärztekammer für Niederösterreich (2007)
- Herbert Koch, Manager (2007)
- Anton Öckher, WIFI-Kurator, Vorsitzender des Sparkassen-Vereines und Präsident des Landesfischereiverbandes (2007)
- Peter Püspök, Bankdirektor (2007)
- Werner Schmitzer, Bürgermeister von Pyhra und Vorsitzender des Vorstandes der Niederösterreichischen Landesbank-Hypothekenbank AG (2007)
- Norbert Zimmermann, Präsident der Industriellenvereinigung NÖ (2007)
- Walter Zimper, Abgeordneter zum NÖ Landtag, Bürgermeister von Markt Piesting und Landesparteisekretär der Niederösterreichischen Volkspartei (2007)
- Günter Kiermaier, Politiker (2008)
- Karl Moser, Politiker und Landwirt (2008)
- Josef Buchta, Kommandant des Niederösterreichischen Landesfeuerwehrverbandes und Präsident des Österreichischen Bundesfeuerwehrverbandes (2009)
- Margot Klestil-Löffler, Diplomatin (2009)
- Friedrich Cerha, Komponist und Dirigent (2010)
- Willibald Sauer, Präsident des Niederösterreichischen Roten Kreuzes (2010)[27]
- Bernd Vögerle, Präsident des SP-Gemeindevertreterverbandes (2010)
- Peter Bertalanffy, Gründer der Privatstiftung Bertalanffy (2011)
- Dieter Falkenhagen, Departmentleiter der Donau-Universität Krems (2011)
- Emanuele Gatti, Vorsitzender des Universitätsrates der Donau-Universität Krems (2011)
- Erich Gornik, Universitätsprofessor (2011)
- Gerhard Griller, Vorsitzender des Aufsichtsrates der Gebauer und Griller Kabelwerke (2011)
- Elisabeth Gürtler-Mauthner, Unternehmerin (2011)
- Erwin Rauscher, Schulentwickler, Lehrer und Hochschullehrer (2011)
- Gebhard König, Bibliotheksdirektor (2011)
- Martin Michalitsch, Politiker (2011)
- Siegfried Selberherr, Wissenschaftler (2011)
- Peter Kampits, Hochschullehrer (2012)[28]
- Otto Pendl, Abgeordneter zum Österreichischen Nationalrat und Präsident des ASBÖ Niederösterreich (2012)
- Franz Karner, Veterinärdirektor, Hofrat und Leiter der Gruppe Land- und Forstwirtschaft (2013)
- Franz Cutka, Landesgerichtspräsident (2014)
- Michaela Hinterholzer, Politiker (2014)
- Hans Stefan Hintner, Politiker (2014)
- Amadeus Hörschläger, Bischofsvikar (2014)
- Josef Jahrmann, Politiker (2014)
- Josef Pleil, Präsident des Österreichischen Weinbauverbandes (2014)
- Dorothea Schittenhelm, Politikerin (2014)
- Kurt Weinberger, Manager (2014)
- Helmut Welser, Unternehmer (2014)
- Rudolf Welser, Rechtswissenschaftler, Autor und Schriftsteller (2014)
- Waltraud Welser, Unternehmerin (2014)
- Wolfgang Welser, Unternehmer (2014)
- Heinz Brandl, Bauingenieur (2015)
- Hubert Schuhleitner, Unternehmer (2015)
- Gerhard Schütt, Bezirkshauptmann von Mistelbach (2015)
- Daniel Spoerri, Künstler, Tänzer und Regisseur (2015)
- Wolfgang Straub, Wirklicher Hofrat und Bezirkshauptmann von Wien-Umgebung (2015)
- Klaus Buchleitner, Bankmanager (2016)
- Erich Erber, Unternehmer (2016)
- Bettina Glatz-Kremsner, Managerin (2016)
- Peter Morwitzer, Leiter der Gruppe Baudirektion des Landes Niederösterreich (2016)
- Joachim Rössl, Leiter der Abteilung Kultur und Wissenschaft des Landes Niederösterreich (2016)
- Herbert Willerth, Stellvertretender Vorstandsvorsitzender der Borealis AG (2016)
- Franz Prucher, Landespolizeidirektor von Niederösterreich (2017)
- Reinhard Wolf, Vorstandsvorsitzender und Generaldirektor der RWA Raiffeisen Ware Austria AG (2017)
- Hans Freiler, Obmann der Landespersonalvertretung (2018)[29]
- Friedrich Koprax, Landesschulratsdirektor (2018)
- Friedrich Prinz, Physiker (2018)
- Karl Bader, Rupert Dworak, Hermann Haller, Gerhard Razborcan, Franz Rennhofer, Politiker (2019)[4]
- Arnulf Rainer, Maler (2019)[30]
- Hubert Looser, Unternehmer, Philanthrop und Kunstsammler (2022)[31]
- Franz Kemetmüller, Bezirkshauptmann von Bezirk Lilienfeld (2023)
- Josef Edlinger, Kurt Hackl, Hermann Hauer, Christoph Kainz, Martin Preineder, Martin Schuster, Politiker (2023)[12]
- Alfred Berger, Vorstand der NÖM AG (2024)
- Irmgard Lechner, Sanitätsdirektorin (2024)
- Franz Popp, Landespolizeidirektor von Niederösterreich (2024)[13][32]
- Thomas Salzer, Vizepräsident der Wirtschaftskammer Österreich, Geschäftsführer der Salzer Gruppe, 2015 bis 2023 Präsident der Industriellenvereinigung Niederösterreich (2024)[13][32]
- Anton Heinzl, Abgeordneter zum Nationalrat (2024)[33][34]
- Herbert Grüner, Rektor der New Design University St. Pölten[24]
- Gerald Bachinger, Patientenanwalt (2025)

ohne Jahresangabe
- Arnold Grabner, Gewerkschafter und Politiker
- Karl Gruber, Politiker
- Josef Höchtl, Sozial- und Wirtschaftswissenschafter und ehemaliger Nationalrat
- Robert Mädl, Bankmanager
- Otto Schwetz, Senatsrat
- Rudolf Sommer, Politiker
- Herbert Zeman, Literatur- und Sprachwissenschaftler und Sänger

### Großes Goldenes Ehrenzeichen für Verdienste um das Bundesland Niederösterreich
- Wilhelm Sommer, Bezirkshauptmann von Hollabrunn (1960)
- Hans Fronius, Maler (1974)
- Franz Gall, Historiker und Wappenkundler (1978)
- Robert Vogel, Blindenaktivist (1984)
- Harry Kühnel, Historiker und Kunsthistoriker (1986)
- Herbert Matis, Professor der Wirtschafts- und Sozialgeschichte an der Wirtschaftsuniversität Wien (1991)
- Karl Gutkas, Historiker (1992)
- Jeannie Ebner, Schriftstellerin, Übersetzerin und Herausgeberin (1994)
- Rudolf Buchbinder, Konzertpianist (1999)
- Franz Antel, Filmregisseur, Produzent und Autor (2001)
- Renate Holm, Kammersängerin (2001)
- Ulrich Küchl, Propst (2001)
- Michael Salzer (2001)[35]
- Wilfried Weissgärber, Landesfeuerwehrkommandant von Niederösterreich (2001)[36]
- Johannes Coreth, stellvertretender Generaldirektor der Niederösterreichischen Versicherung, Landesobmann der Volkskultur Niederösterreich und Präsident des Aufsichtsrates der Flughafen Wien AG (2002)
- Ernst Grissemann, Moderator und Journalist (2002)
- Karl Merkatz, Schauspieler (2002)
- Fritz Muliar, Schauspieler und Regisseur (2002)
- Arnulf Neuwirth, Maler und Kunsthistoriker (2002)
- Jürgen Wilke, Schauspieler, Regisseur und Intendant (2003)
- Hans Freiler, Obmann der Zentralpersonalabteilung (2005)
- Lieselotte Wolf, Vize-Präsidentin der Niederösterreichischen Landwirtschaftskammer (2005)
- Marianne Mendt, Sängerin und Schauspielerin (2005)
- Wolfgang Haipl (2006)
- Stefan Karner, Historiker (2006)
- Günter Kogler (2006)
- Georg Schwarz (2006)
- Josef Staudinger, Präsident der Arbeiterkammer Niederösterreichs (2006)
- Herbert Binder, Geschäftsführer des NÖ Pressehauses und Obmann des Fördervereines Kulturbezirk (2007)
- Norbert Steiner, Hauptstadtplaner für das Landhausviertel, den Kulturbezirk und die Landessportschule in St. Pölten (2007)
- Josef Kurzbauer, Abgeordneter zum Nationalrat und Bürgermeister von Neulengbach (2008)
- Erich Glaser, Direktor der Spar-Zentrale in St. Pölten (2009)
- Erni Mangold, Schauspielerin (2009)
- Karl Spiehs, Filmproduzent (2009)
- Wolfgang Schwarz, Geograph und Beamter (2010)
- Hubert Wachter, Journalist (2010)
- Josef Breitner, Vertragslehrer an der HTBLVA Mödling (2011)
- Franz Prucher, Sicherheitsdirektor von Niederösterreich (2011)
- Arthur Reis, Landespolizeikommandant von Niederösterreich (2011)
- Kurt Rötzer, Abteilungsleiter im Bundesministerium für Unterricht, Kunst und Kultur (2011)
- Leopold Kogler, Maler, Grafiker und Kunstpädagoge, Landesschulinspektor (2012)
- Friedrich Lošek, Landesschulinspektor (2012)
- Friedrich Schrötter, Brigadier (2012)
- Alois Schedl, ASFINAG-Direktor (2013)
- Klaus Schierhackl, ASFINAG-Direktor (2013)
- Michael Birkmeyer, Balletttänzer, Choreograf und Intendant des Festspielhauses St. Pölten (2014)
- Wolfgang Bruneder, Gesangspädagoge (2014)
- Herbert Götz, Manager (2014)
- Franz Grandl, Politiker (2014)
- Robert Menasse, Schriftsteller und Essayist (2014)
- Bijan Khadem-Missagh, Violinist, Komponist und Dirigent und Festivalgründer (2014)
- Erika Pluhar, Schauspielerin, Sängerin und Schriftstellerin (2014)
- Arnulf Rainer, Maler (2014)
- Peter Rapp, Moderator, Fernsehunterhalter und Quizmaster (2014)
- Hilde Sochor, Schauspielerin (2014)
- Michael Kuhn, Sportjournalist (2015)[37]
- Andrés Orozco-Estrada, Dirigent (2015)
- Johann Pauxberger, Personalvertreter (2015)
- Franz Polzer, Leiter des Landeskriminalamtes in Niederösterreich (2015)
- Leodegar Pruschak, Bankmanager (2015)
- Werner Auer, Schauspieler und Regisseur (2016)[38]
- Felix Dvorak, Schauspieler, Kabarettist, Intendant und Schriftsteller (2016)
- Rainer Gronister, Leiter der Landesamtsdirektion, Stabsstellen Informationstechnologie des Amtes der NÖ Landesregierung (2016)
- Helmut Lackinger, Fotograf (2016)
- Karl Schmiedbauer, Vorsitzender des Aufsichtsrates der Wiesbauer Holding AG (2016)
- Joseph Lorenz, Theater-, Film- und Fernsehschauspieler und Regisseur (2017)
- Rudolf Slamanig, Landespolizeidirektor-Stellvertreter von Niederösterreich (2017)
- Erwin Steinhauer, Schauspieler und Kabarettist (2017)
- Barbara Stöckl, TV- und Radio-Moderatorin (2017)
- Alfred Kermer, Direktor-Stellvertreter der Arbeiterkammer Niederösterreich (2018)
- Harald Sterle, AKNÖ-Vorstand und Kammerrat (2018)
- Franz Chalupecky, Vorsitzender des Vorstandes der ABB AG Österreich (2019)
- Gerd Eichberger, Primararzt (2021)
- Harald Mayr, Primararzt (2022)
- Elisabeth Leopold, Witwe von Rudolf Leopold, Leopold Museum (2022)[39]
- Johann Hell, Politiker (2025)[40][41]
- Gernot Kohl, Geschäftsführer der FH St. Pölten (2025)
- Karl Pronhagl, Generalmajor und Kommandant der Theresianischen Militärakademie (2025)
- Yutaka Sado, Chefdirigent des Tonkünstler-Orchesters Niederösterreich (2025)[42]

ohne Jahresangabe
- Josef Fellner
- Günther Granser, Präsident des International Council der OIER
- Ferdinand Heger, Landesfeuerwehrkommandant
- Vinzenz Höfinger, Politiker
- Elfriede Ott, Schauspielerin, Sängerin und Regisseurin

### Großes Ehrenzeichen für Verdienste um das Bundesland Niederösterreich
- Viktor Scheibenreiter, Direktor des Bundesrealgymnasiums Hollabrunn und Vorsitzender bei Reifeprüfungen an Gymnasien in Niederösterreich (1975)
- Maria Springer, Direktorin der Landwirtschaftlichen Fachschule Korneuburg (1982)
- Friedrich Scheiner, Direktor des Bundesrealgymnasiums Hollabrunn (1985)
- Franz Todter, Primar und Politiker (1985)
- Albrecht Hackl, Wissenschaftler (1990)
- Josef Berger, Oberst des Bundesheeres (1992)
- Heinrich Dopplinger, Vorstandsdirektor der Austria-Collegialität (1992)
- Willibald Holinka, Oberst des Bundesheeres (1992)
- Walter Maschler, Oberst des Bundesheeres (1992)
- Oskar Pavelka, Chef des Stabes des Militärkommandos Niederösterreich (1992)
- Valentin Stipsits, Regierungsrat, Amtsdirektor im Bundesministerium für Landesverteidigung, Oberst des Milizstandes (1993)
- Josef Schirak, Unternehmer und Funktionär der Wirtschaftskammer (1997)
- Johann Falkensteiner, Rettungsrat des ASBÖ (1998)
- Otto Pannagl, Amtsdirektor im Bundesministerium für Finanzen (1988)
- Johannes Coreth, Vorstandsdirektor der Niederösterreichischen Versicherung, Landesobmann der Volkskultur Niederösterreich und Präsident des Aufsichtsrates der Flughafen Wien AG (1999)
- Waltraud Haas, Schauspielerin (2001)
- Ferdinand Hampl, Regierungsrat, Oberst der Zollwache (2001)
- Josef Walter Klaus, Architekt (2001)
- Rudolf Karall, Direktor der Bundeshandelsakademie und Bundeshandelsschule Neunkirchen (2001)
- Peter Marwan-Schlosser, Direktor der Bundeshandelsakademie und Bundeshandelsschule Wiener Neustadt (2001)
- Walter Neumayer, Unternehmer (2001)
- Gunnar Prokop, Sportfunktionär (2001)
- Helmut Reisenhofer, Soldat (2001)
- Robert Vogel, Gründer der Hilfsgemeinschaft der Blinden und Sehschwachen Österreichs (2001)
- Felix Dvorak, Schauspieler, Kabarettist, Intendant und Schriftsteller (2002)
- Franz Wittmann, Rallyesportler (2002)
- Friedrich Koprax (2003)
- Elisabeth Wagner-Bacher, Haubenköchin (2003)
- Franz Zimmel, Vorstand der Zollämter Krems, Gmünd, Gmünd-Nagelberg und Tulln (2003)
- Johann Sailer (2004)
- Hermann Wührleitner, Direktor der Höheren Bundeslehranstalt für Tourismus in Retz (2004)
- Peter Loidolt, Gründer der Reichenauer Festspiele und Vorsitzende des Theaterfestes Niederösterreich (2005)
- Marianne Mendt, Sängerin und Schauspielerin (2005)
- Wolfgang Payrich, Stiftsdechant des Augustiner-Chorherrenstiftes Herzogenburg (2005)
- Wolfgang Rademann, deutscher Filmproduzent (2005)
- Heinz-Christian Sauer, Vorstandsmitglied von Teich AG (2006)
- Herbert Schanda, Landesfeuerwehrkommandant-Stellvertreter von Niederösterreich (2006)
- Anton Gonaus, Bürgermeister von Kirchberg an der Pielach, Obmann der Bezirksbauernkammer Kirchberg an der Pielach und Landeskammerrat (2007)
- Anton Kittel, Geschäftsführer der Kittel- und Zwetzbachermühle, Gemeinderat und Mitglied des Stadtsenats St. Pölten (2007)
- Reinhard Mücke, Gemeinderat von Pottendorf und Generaldirektor der Österreichischen Hotel- und Tourismusbank (2007)
- Leopold Reinberger, Spartenobmann-Stellvertreter der Sparte Tourismus und Freizeitwirtschaft (2007)
- Wolfgang Kaufmann, Oberst und Kommandant des Pionierbataillon 3 in Melk (2008)
- Herbert Klenk, Kommerzialrat und Unternehmer (2008)
- Rotraud A. Perner, Juristin, Psychotherapeutin und Publizistin (2009)
- Karl Kihszl, Oberst des Bundesheeres (2010)[43]
- Franz Schmiedinger, Oberst des Bundesheeres (2010)[43]
- Günter Wick, Vorsitzender der Lehrergewerkschaft an allgemein bildenden Pflichtschulen in Niederösterreich (2010)
- Alfred Komarek, Schriftsteller (2011)
- Hans Peter Schmidbauer, Journalist (2011)[44]
- Friedrich Manseder, Sportfunktionär (2011)
- Mimi Wunderer-Gosch, Künstlerin (2011)
- Edmund Gappmaier, Veterinärrat (2012)
- Josef Bramer, Maler (2013)
- Franz Posch, Volksmusiker und Gestalter von Musiksendungen (2013)
- Martin Gebhart, Redakteur (2014)
- Johann Gorth, Brigadier und Bürgermeister von Traismauer (2014)
- Michael Jäger, Redakteur (2014)
- Thomas Jorda, Redakteur (2014)
- Wolfgang Lehner, Versicherungs-Landesdirektor (2014)
- Heinrich-Stefan Prokop, Unternehmer (2014)
- Josef Schletz, Direktor des Bundesgymnasium und Bundesrealgymnasium Lilienfeld (2014)
- Franz Wendler, Leiter des Büros für Rechtsangelegenheiten in der Polizeidirektion Niederösterreich (2014)
- Siegfried Nasko, Politiker und Beamter (2015)
- Jazz Gitti, Musikerin, Sängerin und Geschäftsfrau (2016)
- Gottfried Mehnert, Unternehmer und Gründer der BEKUM-Gruppe (2016)
- Hugo Rafael De Vlaminck, Stiftskämmerer des Stiftes Herzogenburg (2017)
- Ingeborg Dockner, Unternehmerin (2017)[45]
- Georg Schöppl, Manager (2017)[45]
- Andreas Lickl, Oberstarzt (2019)
- Alfons Haider, Schauspieler, Sänger, Fernsehmoderator, Kabarettist und Entertainer (2019)
- Monika Rammel, Sekretärin des Landesvorstandes der Fraktion Sozialdemokratischer GewerkschafterInnen im ÖGB (2019)
- Wolfgang Stix, Unternehmer (2019)
- Helmut Beroun, Leiter des Bildungszentrums für Gesundheit- und Sozialberufe der Caritas der Diözese St. Pölten (2022)
- Johann Gartner, Präsident des NÖ Fußballverbandes (2022)
- Siegfried Krische, Polizeioffizier und Clown (2022)
- Gerhard Schwaigerlehner, Direktor des BG und BRG Wolkersdorf (2022)
- Ursula Puchebner, Bürgermeisterin von Amstetten (2023)[46]
- Gabriele Jacoby, Schauspielerin (2024)[34][47]
- Wolfgang Zuser, Kammerrat (2024)
- Norbert Burmettler, Subregens in St. Pölten (2025)
- Peter Seewald, Stellvertreter des Amtsleiters im Fachbereich der Abteilung Verwendungsschutz im Arbeitsinspektorat (2025)
- Christian Spatzek, Schauspieler, Regisseur und Intendant der Festspiele Stockerau (2025)[41]

ohne Jahresangabe
- Heinz Conrads, Schauspieler, Conférencier und Wienerlied-Interpret
- Rudolf Daurer, Bezirksstellenobmann der Wirtschaftskammer Österreichs und Bürgermeister von Reinsberg
- Friedrich Eigenschink, Leiter der Niederösterreichischen Landesfeuerwehrschule
- Christine Haager, Nationalrätin
- Franz Leitner, Unternehmer

### Goldenes Ehrenzeichen für Verdienste um das Bundesland Niederösterreich
- Franz Kaulfersch, Maler und Grafiker (1963)
- Karl Stolz, Unternehmer und Bürgermeister von Kirchberg an der Pielach (1963)
- Fritz Weninger, Maler, Restaurator und Kustos des Heimatmuseums in Neunkirchen (1966)
- Engelbert Neumayer, Direktor der Sparkasse in Mistelbach (1968)
- Robert N. Braun, Praktischer Arzt in Brunn an der Wild (1970)
- Alfred Nagl, Oberstleutnant des Bundesheeres (1971)
- Heinrich Strecker, Komponist (1972)
- Josef Eckel, Gemeindearzt in Staatz und Ameis (1975)
- Felix Iribauer, Bürgermeister von Ober-Grafendorf (1978)[48]
- Heinrich Fuchs, Bezirksfeuerwehrkommandant von Wien-Umgebung (1979)
- Emmerich Penz, Bezirksfeuerwehrkommandant von Zwettl (1979)
- Adolf Walter, Bezirksfeuerwehrkommandant von Waidhofen an der Thaya (1979)
- Sepp Gamsjäger, Künstler (1982)
- Alfred Leiner, Bürgermeister von Lanzendorf (1983)
- Franz Stöckl, Vizebürgermeister von Frankenfels, Oberschulrat und Multifunktionär (1985)[49]
- Fritz Küffer, Lehrer und Maler (1987)
- Ferdinand Baumgartner, Direktor der Universitätsbibliothek Wien (1988)
- Hans Hermann Groër, Erzbischof von Wien (1988)
- Gustav Klingenbrunner, Vizebürgermeister von St. Margarethen an der Sierning (1990)
- Alfred Gundacker, Komponist, Musiker und Pädagoge (1991)
- Elisabeth Koller-Glück, Grafikerin, Journalistin und Kunsthistorikerin (1991)
- Franz Inreiter, Redakteur (1992)
- Johann Kral, Vizebürgermeister von Ober-Grafendorf (1992)
- Peter Beck-Mannagetta, Geologe (1993)
- Johannes Coreth, Vorstandsdirektor der Niederösterreichischen Versicherung (1994)
- Josef Friedl, Bürgermeister von Kirchstetten (1994)
- Wolfgang Rademann, deutscher Filmproduzent (1995)
- Franz Praskac IV., Baumschulbesitzer in Tulln (1995)
- Julius Eberhardt, Bauunternehmer, Architekt und Sportfunktionär (1996)
- Kurt Renner, Bürgermeister von Langenlois (1996)
- Karl Korab, bildender Künstler (1997)
- Josef Luitz, Cellist (1997)
- Joseph P. Strelka, Germanist (1997)
- Hans Freilinger, Tischler, Stuckateur, Bildhauer, Bronzegießer und Galerist (1998)
- Friedrich Griesauer, Bürgermeister von Frankenfels (1999)
- Josef Schmied, Bürgermeister von Kapelln und Obmann der Bezirksbauernkammer Herzogenburg (1999)
- Johann Schrittwieser, Bürgermeister von Inzersdorf-Getzersdorf (1999)
- Horst Völkl, Bürgermeister von Nussdorf an der Traisen (1999)
- Dietmar Anderl, Bezirkskommandant des Roten Kreuzes St. Pölten (2000)
- Johann Aron, Bürgermeister von Statzendorf (2000)
- Karl-Hein Söhner, Leiter des Bereiches Telekommunikation der Siemens AG Österreich, Neulengbach (2000)
- Franz Ableidinger (2001)
- Günther Frank, Schauspieler, Sänger und Moderator (2001)
- Trude Klecker, Skirennläuferin (2001)
- Michaela Dorfmeister, Skirennläuferin (2001)[50]
- Erich Morianz, Vorstandsdirektor (2001)[51]
- Lucian O. Meysels, Journalist und Sachbuchautor (2001)[52]
- Erich Padalewski, Schauspieler (2001)
- Rainer Schiel, Bürgermeister von Breitenau (Niederösterreich) (2001)
- Erich Schmidt, Bürgermeister von Leopoldsdorf (2001)
- Karl Schrattenholzer, Bürgermeister von Neidling (2001)
- Hermann Josef Weidinger, Kräuterpfarrer (2001)
- Kurt Bors, AHS-Lehrer und Archäologe (2002)
- Alfred Flammer, Bürgermeister von Bad Vöslau (2002)
- Hermann Kassal, Herzchirurg (2002)
- Barbara Paulus, Tennissportlerin (2002)
- Manfred Schilder, Musikpädagoge (2002)
- Höskuldur Adalsteinsson, Weltmeister in Reiten (2003)
- Marianne Faschingeder, Gemeinderätin von Neulengbach und Direktorin der Volksschule Neulengbach (2003)
- Johann Helmreich, Obmann-Stellvertreter des Vereines zur Führung von Werkstätten für Behinderte in St. Pölten (2003)
- Leopold Hörhan, Referent für soziale Betreuung und Berufsförderung beim Militärkommando Niederösterreich (2003)
- Franz Kickinger, Baumeister (2003)
- Lore Krainer, Kabarettistin und Chansonsängerin (2003)
- Ernst Langthaler, Bürgermeister von Frankenfels (2003)
- Helmut Neumann, Komponist (2003)
- Beverly Rosenberger, Geschäftsführerin der Rosenberger Restaurant GmbH (2003)
- Heinz Vogel, Vorstandsvorsitzender der Hilfsgemeinschaft der Blinden und Sehschwachen Österreichs (2003)
- Helmut Warta, Bezirksfeuerwehrkommandant von Lilienfeld und Kommandant des NÖ Katastrophenhilfsdienstes (2003)
- Alois Goiser, Bürgermeister von Altlengbach (2004)
- Othmar Knapp, Bürgermeister von Raabs an der Thaya (2004)
- Rosa Maria Nuhr (2004)
- Walter A. Schwarz, Schlosser, Vizeleutnant und Autor (2004)
- Franz Stocher, Radsportler (2004)
- Margarete Aburumieh, Politikerin (2005)
- Herbert Neussner, Direktor der Volksschule Wölbling (2005)
- Ulrich N. Schulenburg, Verleger (2005)
- Bernd Vögerle, Bürgermeister und Vizepräsident des Österreichischen Gemeindebundes (2005)
- Gustav Chlestil, Präsident Auslandsösterreicher-Weltbund (2005)
- Franz Allmayer, Bürgermeister von Maria Anzbach (2006)
- Herbert Erber, Bürgermeister von Wölbling (2006)
- Josef Firmkranz, Bezirksfeuerwehrkommandant von Hollabrunn (2006)
- Walter Handler, Baumeister und Geschäftsführer der Ing. W. P. Handler Bauges.m.b.H. (2006)
- Lotte Ingrisch, Schriftstellerin (2006)
- Leopold Mayer, Geschäftsführer des Raiffeisen-Lagerhauses Zwettl (2006)
- Johann Mittergeber, Bezirksfeuerwehrkommandant von Scheibbs (2006)
- Helmar Schopf, Notar (2006)
- Peter Stehlik, Landessekretär des Niederösterreichischen Zivilschutzverbandes (2006)
- Peter Weidinger, Kammerrat der Kammer für Arbeiter und Angestellte Niederösterreich (2006)
- Josef Grubner, Vorsitzender des Familienverbandes der Diözese St. Pölten und Vizepräsident der Interessensvertretung der Niederösterreichischen Familien (2007)
- Josef Hösl, Bürgermeister von Hofstetten-Grünau (2007)
- Johann Kropfreiter, Geschäftsführer der Amstettner Veranstaltungsbetriebe GesmbH (2007)
- Ernst Kulovits, Bürgermeister von Schwarzenbach an der Pielach (2007)
- Franz Lahmer, Bürgermeister von Obritzberg-Rust (2007)
- Adalbert Melichar, Professor und Kulturamtsdirektor von Fischamend (2007)
- Peter Riedl, Bürgermeister von Marbach an der Donau (2007)
- Dorothea Draxler, Geschäftsführerin der Kultur.Region.Niederösterreich, der Volkskultur Niederösterreich und der Musikkultur Niederösterreich (2008)
- Edgar Niemeczek, Geschäftsführer von Kultur.Region.Niederösterreich (2008)
- Dieter Gradwohl, Finanzreferent des Österreichischen Rechtsanwaltsvereines (2008)
- Bijan Khadem-Missagh, Künstlerischer Leiter des Internationalen Kammermusik Festivals Austria (2008)
- Friedrich Swatonek, Universitätsprofessor (2008)
- Leopold Cermak, Brigadier (2009)
- Manfred Deix, Karikaturist, Grafiker und Cartoonist (2009)
- Günther Groissmaier, Geschäftsführer der DI Groissmaier & Partner Ziviltechniker GmbH für Kulturtechnik und Wasserwirtschaft (2009)[53]
- Helmut Hofmann, Pfarrer von Maria Taferl (2009)
- Peter Juster, Obmann des Pionierbundes Krems-Mautern (2009)
- Gottfried Lehner, Bürgermeister von Sierndorf (2009)
- Clemens Steindl, Präsident des Katholischen Familienverbandes Österreichs (2009)
- Käthe Bauer, Verwaltungsleiterin und Rechnungsführerin der HLF Krems (2010)
- Kurt Brandl, Vorstandsvorsitzender der Sparkasse Herzogenburg-Neulengbach (2010)[43]
- Johann Dinhobl, Direktor der Landesberufschule Waldegg
- Herbert Graeser, Pfarrer der Evangelischen Pfarrgemeinde St. Pölten (2010)[27]
- Wilhelm Groiß, Bürgermeister von Eichgraben (2010)[27]
- Willibald Kornfeld, Direktor der Hauptschule Wiesmath (2010)
- Andreas Maurer, Bürgermeister von Trautmannsdorf an der Leitha (2010)
- Paul Ullmann, Brückenbaumeister (2010)
- Karl Vogl, Bürgermeister von Ober-Grafendorf (2010)
- Franz Grandl, Abgeordneter zum Niederösterreichischen Landtag und Bürgermeister von Michelbach (2011)
- Wolfgang Kail (2011)[54]
- Johann Dill, Bürgermeister von Kirchstetten (2012)
- Udo Fischer, Benediktinerpater (2012)
- Leopold Keiblinger, Chefinspektor (2012)
- Andreas Marek, Stadionsprecher, Sänger und Moderator (2012)
- Josef Prem, Diplom-Ingenieur (2012)
- Christian Schilowsky, Baustoffhändler (2012)
- Benjamin Karl, Snowboarder (2013)
- Karl Gutleder, Professor und Pädagoge (2014)
- Josef Gutmann, Oberlandwirtschaftsrat, Diplomingenieur und Referatsleiter in der Niederösterreichischen Landes-Landwirtschaftskammer (2014)
- Mark Perry, Journalist und Redakteur (2014)
- Johann Prendl, Obmann der Raiffeisenkasse Region Schwechat (2014)
- Karl Rottenschlager, Gründer und ehemaliger Geschäftsführer der Emmausgemeinschaft St. Pölten (2014)
- Ferdinand Steinböck, Referent des Diözesanschulamtes St. Pölten (2014)
- Otto Ruthner, Bürgermeister von Hausleiten (2015)
- Hans Witzersdorfer, Unternehmer (2015)
- Michael Garschall, Intendant, Regisseur und Kulturmanager (2015)
- Kathrin Zettel, Skirennläuferin (2015)
- Anton Grubner, Bürgermeister von Loich (2016)
- Anton Hieger, Obmann einer Bezirksbauernkammer (2016)
- Josef Pichlbauer, Hauptschullehrer in Kirchberg am Wechsel (2017)
- Gerhard Reithmayr, Bürgermeister von Statzendorf (2016)
- Otto Schandl, Schulrat aus Herzogenburg (2016)
- Hanns H. Schubert, Unternehmer und Zivilgeometer (2016)
- Friedrich Schuhböck, Direktor der Caritas (2016)
- Edwin Vorhemus, Geschäftsführer des Raiffeisen-Lagerhauses Hollabrunn-Horn (2016)
- Rupert Leutgeb, Redakteur (2017)
- Franz Haslinger, Bürgermeister von Inzersdorf-Getzersdorf (2017)
- Peter Kalteis, Bürgermeister von Weinburg (2017)
- Gottfried Krammel, Bürgermeister von Wölbing (2017)
- Georg Riha, Fotograf und Filmemacher (2017)
- Franz Schwarzinger, Künstler, wohnhaft in Pressbaum (2017)
- Leopold Wieland, wohnhaft in Kirchberg an der Pielach (2017)[45]
- Kurt Wittmann, Bürgermeister von Rabenstein an der Pielach (2017)
- Robert Zahornicky, Künstler (2017)
- Gregor Semrad, Fotograf (2018)
- Franz Größbacher, Bürgermeister von Frankenfels (2018)
- Josef Friedrich Sochurek, Künstler (2018)
- Wolfgang Stadler, Verkaufsleiter bei der Hypo-Bank (2018)
- Wolfgang Fahrnberger, Direktor der Volksschule Gresten (2019)
- Manfred Fass, Bürgermeister von Laa an der Thaya (2019)
- Hermann Härtel, Maler (2019)
- Robert Holovsky, Geschäftsführer des Ambulatoriums Sonnenschein (2019)
- Franz Zwicker, Bürgermeister von Herzogenburg (2019)
- Nikolaus Csenar, Vizebürgermeister und Pastoralrat aus Höflein (2022)[55]
- Maria Hengstberger, Ärztin und Entwicklungshelferin (2022)
- Gary Lux, Sänger, Komponist und Musikproduzent (2022)
- Leopold Nebel Direktor der NÖMS II Berndorf (2022)
- Robert Neumüller, Kameramann, Regisseur und Drehbuchautor (2022)
- Leopold Pietsch, Professor am BG und BRG Laa/Thaya (2022)
- Herbert Schweiger, Bauunternehmer (2022)
- Leopold Strenn, Präsident der Österreichischen Gesellschaft für Familien- und regionalgeschichtliche Forschung (2022)
- Ingolf Wöll, Sportler, Trainer, Funktionär und Hobbyhistoriker (2022)
- Helmut Wunderl, Leiter des Pädagogischen Institutes des Bundes in Hollabrunn (2022)
- Josef Zwickl, Professor an der BHAK und BHAS Wr. Neustadt (2022)
- Bruno Max, Intendant und Regisseur (2022)
- Michael Wiesner, Vize-Bürgermeister von Amstetten (2023)[56]
- Claudia Bock, Bürgermeister von Wolfsgraben (2024)
- Godfrid Wessely, Geologe (2024)
- Anita Lackenberger, Historikerin und Filmemacherin (2025)
- Josef Trattner, Künstler (2025)

ohne Jahresangabe
- Ferdinand Baumgartner (Bankier), Vorstandsdirektor der Volksbank Oberes Waldviertel
- Leopold Eichinger, Politiker
- Josef Elter, Priester, Bildhauer und Grafiker
- Josef Gallauner, Bürgermeister von Stratzing
- Alois Gehart, Bibliotheksdirektor, Verfasser zahlreicher Bücher zur NÖ Regional- und Lokalgeschichte
- Josef Hähnle, Oberst und Zentralinspektor der Sicherheitswache[57]
- Johann Helmreich, Stadtrat von St. Pölten
- Josef Meyer, Bürgermeister von Zeiselmauer
- Adalbert Pilch, Maler und Graphiker
- Alois Roppert, Nationalrat
- Birgit Sarata, Sängerin
- Elisabeth Schmidt, Nationalrätin
- Leopold Waka, Lehrer und Milizoffizier (Oberst)

### Silbernes Ehrenzeichen für Verdienste um das Bundesland Niederösterreich
- Engelbert Neumayer, Direktor-Stellvertreter der Sparkasse in Mistelbach (1961)
- Franz Traunfellner, österreichischer Maler und Grafiker (1968)
- Friedrich Scheiner, Professor am Bundesgymnasium St. Pölten (1971)
- Josef Leutgeb, Publizist, Buchautor und Heimatforscher (1973)
- Leopold Gattinger, Kommandant des Feuerwehrabschnittes Krems-Land (1981)[58]
- Julius Eberhardt, Bauunternehmer, Architekt und Sportfunktionär (1982)
- Anna Keglovich, Fachoberinspektor, Bedienstete bei der Bezirkshauptmannschaft Wiener Neustadt, Sozialabteilung (1985)
- Hansjörg Fischer, Funktionär im Kleingartenwesen (1992)
- Stefan Hahn, Oberinspektor der Niederösterreichischen Straßenverwaltung (1992)
- Walter A. Schwarz, Schlosser, Vizeleutnant und Autor (1992)
- Bijan Khadem-Missagh, Violinist, Komponist und Dirigent und Festivalgründer (1993)
- Johann Bohmann, Oberinspektor der Straßenverwaltung (1994)
- Ernst Mayer, Vizebürgermeister von Michelbach (1994)
- Franz Muck, Vizebürgermeister von Altlengbach (1994)
- Johann Scherner, Kommandant des Gendarmeriepostens Wilhelmsburg (1994)
- Martin Wolfer, Bundeschefarzt der Österreichischen Albert Schweitzer-Gesellschaft (1994)
- Gottfried Stelzl, Oberschulrat (1998)
- Anton Gonaus, Bürgermeister von Kirchberg an der Pielach, Obmann der Bezirksbauernkammer Kirchberg an der Pielach und Landeskammerrat (1999)
- Josef Hintermayer, Obmann der Bezirksbauernkammer Neulengbach (1999)
- Wolfgang Klefasz, Landesobmann der Niederösterreichischen Heimatpflege von 1980 bis 1998 (1999)[59]
- Johann Schmoll, Oberschulrat (1999)
- Walter Heihal (2000)
- Josef Hösl, Bürgermeister von Hofstetten-Grünau (2000)
- Walter Nemec, Vizebürgermeister von Karlstetten (2000)
- Anton Pfeffer, Sportler (2000)
- Klaus Thalhammer, Obersekretär (2000)
- Iris Lienhard (2001)[60]
- Leopold Mayrhofer, Professor am Öffentlichen Stiftsgymnasium Seitenstetten und Pfarrer von Krenstetten
- Karl Matzi, Werkmeister (2001)
- Klaus Streisselberger, Sportfunktionär (2001)
- Susanne Wenger, Künstlerin (2001)[61]
- Johann Bauer, Bezirksfeuerwehrkommandant von St. Pölten (2003)
- Franz Deckenbach, Kommandant des Feuerwehrabschnittes Eggenburg und Kommandant der Freiwilligen Feuerwehr Kainreith (2003)
- Wilhelm Schreiber, Politiker (2003)
- Leopold Edlinger Kommandant des Feuerwehrabschnittes Hainburg an der Donau (2004)
- Franz Fuchs, Baumeister (2004)
- Gerald Hofmeister (2004)
- Wolfgang Lindner, Musiker (2004)
- Horst Rusnak, Vizebürgermeister von Hainburg an der Donau (2004)
- Karl Takats, Kommandant der Freiwilligen Feuerwehr Böheimkirchen (2004)
- Richard Bimaßl, Vizebürgermeister von Berndorf (2005)
- Willi Dussmann, Musiker (2005)
- Gerhard Hajek, Kommandant des Feuerwehrabschnittes Neulengbach und Kommandant der Freiwilligen Feuerwehr Eichgraben (2005)
- Karen De Pastel, Titular-Stiftsorganistin der Stiftsbasilika Lilienfeld (2005)
- Friedrich Hausmann, Vizebürgermeister von Kasten bei Böheimkirchen (2006)
- Karl Köcher, Kommandant des Feuerwehrabschnittes Neulengbach (2006)
- Hubert Ostermann, Kommandant-Stellvertreter des Feuerwehrbezirkes Wiener Neustadt und Kommandant der Freiwilligen Feuerwehr Wiesmath (2006)
- Franz Redlinghofer, Kommandant des Feuerwehrabschnittes Herzogenburg (2006)
- Tomas Rothröckl, Direktor des tschechischen Nationalparks Podyjí (2006)
- Peter Weickmann, Kommandant des Polizeipostens Neulengbach (2006)
- Walter Wernig, Vizebürgermeister von Inzersdorf-Getzersdorf (2006)
- Dagmar Chobot, Galeristin (2008)
- Karl Gfatter, Obmann des Raiffeisen-Lagerhauses Tulln-Neulengbach und Gemeinderat von Neulengbach (2008)
- Anna Hofmarcher, Vizebürgermeisterin von Purgstall an der Erlauf (2008)
- Fritz Zeitlberger, Bezirksfeuerwehrkommandant-Stellvertreter von Korneuburg (2009)
- Elfriede Schnabl (2009)
- Franz Schneider, Kommandant des Feuerwehrabschnittes Kirchberg am Wagram (2009)
- Franz Schweiger, Vizebürgermeister von Loich (2009)
- Hans Sisa, Maler, Bildhauer und Opernsänger (2009)
- Alfred Winkler Kommandant des Feuerwehrabschnittes Krems-Land (2009)
- Erhard Zöchling, Rettungsrat und Oberschulrat (2009)
- Annemarie Kletzl, Abgeordnete zum NÖ Landtag und Mitbegründerin des Hilfswerk Poysdorf (2009)
- Josef Hirschböck, Obmann-Stellvertreter der Bezirksbauernkammer St. Pölten (2009)[62]
- Gottfried Auer, Vizebürgermeister von Hofstetten-Grünau (2010)[63]
- Hedwig Gschwandtner, Schulrat an der Hauptschule Mödling, Jakob-Thoma-Straße (2010)
- Herbert Nikodym, Schulrat an der Landesberufschule Zistersdorf (2010)
- Hermann Niederer, Vizebürgermeister von Frankenfels (2010)
- Christian Böhm, Manager (2011)
- Werner Fabris, Unternehmer (2011)
- Josef Neußner, Oberschulrat und Vizebürgermeister von Karlstetten (2011)[64]
- Franz Prankl, Kontrollinspektor der Polizei (2011)[65]
- Alois Schrammel, Brandrat und Abschnittsfeuerwehrkommandant von Ebreichsdorf (2011)
- Helmut Wolfger, Präsident des Niederösterreichischen Tierschutzverbandes (2011)
- Ernst Grafl, Veranstalter von Motorrad-Benefizveranstaltungen (2012)
- Helmut Mayer, Präsident der Sportunion St. Pölten (2012)
- Karl Radinger, Brandrat und Abschnittsfeuerwehrkommandant von Kirchberg an der Pielach (2012)
- Franz Rußwurm, Brandrat und Abschnittsfeuerwehrkommandant von Amstetten-Land (2012)
- Karl Müllner, Baumeister aus Statzendorf (2012)[66]
- Manfred Bleyer, Hubschrauberpilot und Leiter der Avionik in der Flugeinsatzzentrale Wien der Flugpolizei (2013)
- Gerhard Bachtröger, Leiter des Gemeindeamtes von Altlengbach (2014)
- Erich Neubauer, Chefinspektor und Kommandant der Autobahnpolizeiinspektion Schwechat (2014)
- Bernhard Gamsjäger, Regional- und Volksmusikforscher (2015)
- Franz Hofbauer, Vizebürgermeister von Kirchstetten (2015)
- Wolfgang Übl, Gesellschafter der Cayenne Marketingagentur (2015)
- Herbert Fischerauer, Kulturmanager, Gründer und Vorsitzender von Kunst auf Rädern (2016)
- Maria Hinterhofer, Vizebürgermeisterin von Pyhra (2016)
- Wolfdieter Hufnagl, Publizist, Autor, Geschäftsführender Gemeinderat und Gründer bzw. Leiter der VHS Strasshof (2016)
- Norbert Nirschl, Chefinspektor und Dienststellenleiter der Autobahnpolizeiinspektion Alland (2016)
- Josef Renz, Unternehmer (2016)
- Leopold Schmetterer, Komponist aus Murstetten (2016)
- Florian Baumgartner, Bürgermeister von Kapelln (2017)
- Elfrieda Buchberger, Fachoberinspektorin (2017)
- Johann Popelka, Bürgermeister von Neustift-Innermanzing von 1987–1999 (2017)
- Wolfgang Steinhardt, Senator Prof. h. c., Generalbevollmächtigter der Lazarus Union (2017)
- Gebhard Hauser, Kontrollinspektor der Polizei (2018)
- Alois Schauer, Amtsleiter Marktgemeinde Yspertal (2018)
- Marcus Strahl, Theaterregisseur und Intendant (2018)[67]
- Martina Steffl-Holzbauer, Sängerin (2019)
- Christine Kerschner, Vizebürgermeisterin von Weinburg (2018)
- Wolf Frank, Sprecher, Moderator und Entertainer (2019)
- Adelheid Gerl, Oberlandwirtschaftsrätin (2019)
- Franz Gunacker, Obmann der Lagerhaus-Genossenschaft St. Pölten (2019)
- Wolfgang Luftensteiner, Vizebürgermeister von Altlengbach (2019)
- Heinrich Putzenlechner, Vizebürgermeister von Frankenfels (2019)
- Hubert Schorn, Grafiker und Maler (2022)
- Herbert Bartosch, Bio-Landwirt, Kammerrat der Bezirksbauernkammer Gänserndorf (2022)[68]
- Karl Gruber, Mitbegründer der Internetplattform regiowiki (2022)
- Anton Katzengruber, Vize-Bürgermeister von Amstetten (2023)[69]

ohne Jahresangabe
- Franz Kain, österreichischer Journalist, Schriftsteller und Politiker
- Willi Renner, Kommandant der Freiwilligen Feuerwehr Ottenschlag und Kommandant des gleichnamigen Feuerwehrabschnittes
- Elisabeth Schmidt, Nationalrätin
- Lukas Leitner, Geschäftsführender Gesellschafter und Stadtrat von Traismauer a. D. (2018)

### Verdienstzeichen des Bundeslandes Niederösterreich
- Rupert Gehrer, Kommandant eines Unterabschnittes (1981)[70]
- Johann Ulmer, Kommandant-Stellvertreter des Feuerwehrabschnittes Retz (1991)
- Gerhard Grüner, Kommandant des Gendarmeriepostens Pyhra (1994)
- Anton Rudolf, Kommandant des Gendarmeriepostens Altlengbach (1994)
- Franz Maierhofer, Gemeinderat von Obritzberg-Rust (2000)
- Franz Zuser, Gemeinderat von Kapelln (2000)
- Maria Rollenitz, Vizebürgermeisterin von Kirchstetten (2001)
- Rupert Takats, Gemeinderat von Kapelln (2001)
- Josef Gansch, Gemeinderat von Rabenstein an der Pielach (2003)
- Johann Glanner (2004)
- Josef Burger, Gemeinderat von Wölbling (2005)
- Kurt Mauthner, Vizebürgermeister von Raabs an der Thaya (2005)
- Herbert Fischer, Gemeinderat von Altenmarkt an der Triesting (2006)
- Josef Hiegesberger, Gemeinderat von Karlstetten (2006)
- Wilhelm Hollenberger, Gemeinderat von Altenmarkt an der Triesting (2006)
- Karl Hinterwallner, Regionalleiter des ÖAMTC und Gemeinderat von Böheimkirchen (2006)
- Elfriede König, Bezirksbäuerin und Kammerrätin der Bezirksbauernkammer (2007)
- Hans Kerschner, Stadtrat von Traismauer (2008)
- Kurt Schadinger, Stadtrat von Traismauer (2008)
- Notburga Winter, Fachoberinspektorin (2010)[62]
- Rudolf Zottl, Fachoberinspektor der Niederösterreichischen Landesfeuerwehrschule (2010)
- Herta Gruber, Vizebürgermeister von Schwarzenbach an der Pielach (2011)[64]
- Karl Linauer, Kommandant der Freiwilligen Feuerwehr Wald (2011)[71]
- Herbert Kraushofer, Vizeleutnant (2011)[71]
- Otto Erber, Vizeleutnant und Personalbearbeiter beim Militärkommando Niederösterreich (2013)
- Josef Bandion, Vizeleutnant (2014)
- Friedrich Brettner, Gendarm, Chronist und Autor (2014)
- Johann Straßer, Sachbearbeiter in der Polizeiinspektion/Ausgleichsmaßnahmen Laa an der Thaya (2014)
- Gerhard Zeitlhofer, Vizeleutnant (2014)
- Richard Essletzbichler, Brandrat und Kommandant des Feuerwehrabschnittes Großes Erlauftal (2019)
- Jörg Christian Steiner, Generalsekretär der Österreichischen Albert Schweitzer-Gesellschaft (ÖASG) (2016)
- Josef Fahrngruber, Musikschullehrer und Kapellmeister (2019)

ohne Jahresangabe
- Alfred Reisacher, Kommandant der Freiwilligen Feuerwehr Gumpoldskirchen
- Johann Streicher, Oberkontrollor an der HTBLVA Waidhofen an der Ybbs

### Goldene Medaille des Ehrenzeichens für Verdienste um das Bundesland Niederösterreich
- Franz Traunfellner, österreichischer Maler und Grafiker (1956)
- Hans Kummerer, Komponist von Blasmusik (1977)
- Franz Bachler, Brandinspektor und Kommandant der Betriebsfeuerwehr Mirimi (1981)
- Franz Heihs, Heimatforscher aus Schwechat (1991)
- Friedrich Brettner, Gendarm (1994)
- Ernst Gerhartl (1999)
- Reinhard Kickinger, Gemeinderat von Purkersdorf und Ortseinsatzleiter der Berg- und Naturwacht (1999)
- Franz Kreiml (1999)
- Johann Dangl (2000)
- Karl Badstöber, Direktor der Karl-Stingl-Volksschule Mödling (2001)
- Josef Gabler, Sonderschuldirektor der Sondererziehungsschule Allentsteig (2001)
- Ernst Grossmann (2004)
- Friedrich Petznek, Obmann des Kultur- und Museumsvereines Bruck an der Leitha (2004)
- Leopold Staritz, Gemeinderat von Hainburg an der Donau (2004)
- Erwin Engelmayr, Stadtrat von Zwettl (2005)
- Erna Huber, Gemeinderätin von Raabs an der Thaya (2005)
- Johann Mölzer (2005)
- Franz Trimmel, Gemeinderat von Raabs an der Thaya (2005)
- Franz Eckert (2006)
- Rudolf Geppl, Gemeinderat (2006)
- Manfred Göschl, Gemeinderat von Weitra (2006)
- Johann Hintermeier, Gemeinderat von Kasten bei Böheimkirchen (2006)
- Johann Krendl, Gemeinderat von Kasten bei Böheimkirchen (2006)
- Gerhard Steiner, Gemeinderat von Pfaffstätten und Kommandant der Freiwilligen Feuerwehr Pfaffstätten (2006)
- Johann Weindlmayr, Kommandant der Freiwilligen Feuerwehr Pinnersdorf (2006)
- Johann Zöchling, Kommandantstellvertreter der Freiwilligen Feuerwehr Hohenberg (2006)
- Johann Zwingenberger, Gemeinderat von Weitra (2006)
- Alfred Kamleitner, Landespräsident der Niederösterreichischen Faschingsgilden (2007)
- Anton Wagner, Obmann der Zentralen Arbeitsgemeinschaft österreichischer Rinderzüchter (2007)
- Alois Bittner, Gemeinderat von Traismauer (2008)
- Franz Enzinger, Gruppeninspektor (2009)[53]
- Leopold Krückel, Gemeinderat von Loich (2009)
- Herbert Pöschl, Moorbad Harbach (2009)
- Walter Trauniger, Gruppeninspektor (2009)
- Alfred Stöger (2010)[64]
- Josef Schoisengeyer, Obmann des Clubs 81 St. Pölten (Club für Behinderte) (2011)
- Rupert Vogelauer, Künstler (2011)[72]
- Friederike Flasar, Telefonseelsorgerin (2012)
- Franz Köberl, Kommandant der Freiwilligen Feuerwehr Loich (2012)[66]
- Leopold Nachförg, Geschäftsführender Gemeinderat von Karlstetten (2014)
- Roswitha Zink, Obfrau von e.motion – Verein für Equotherapie (2014)
- Günther Puffer, Obmann des Fremdenverkehrs- und Verschönerungsvereines Eichgraben (2016)
- Karl Josef Mayerhofer, Präsident des Kulturkreises Kirchstetten (2017)
- Anton Özelt, Bürgermeister, wohnhaft in Hafnerbach (2017)
- Wolfgang Schatzl, Stadtrat von Herzogenburg und Kammerrat (2017)[45]
- Bernhard Hilbinger, Oberlehrer der NÖMS I Tulln (2022)
- Marianne Messerer, Oberlehrerin an der EHS II Mistelbach (2022)

ohne Jahresangabe
- Willibald Hör, Kommandant der Freiwilligen Feuerwehr Rabenstein an der Pielach
- Willibald Zwittkovits

### Silberne Medaille des Ehrenzeichens für Verdienste um das Bundesland Niederösterreich
- Franz Traunfellner, österreichischer Maler und Grafiker (1948)
- Franz Krimser, Obmann des Musikvereins Bergknappenkapelle Grünbach am Schneeberg (2007)
- Ursula Lang, Schriftführerin des Verbandes der Niederösterreichischen Faschingsgilden (2007)
- Renate Deim, Hauptbezirksobfrau des Kameradschaftsbundes Wien-Umgebung (2018)[29]

### Bronzene Medaille des Ehrenzeichens für Verdienste um das Bundesland Niederösterreich
Diese Auszeichnung wird nicht mehr vergeben.